# Ziri Rideaux

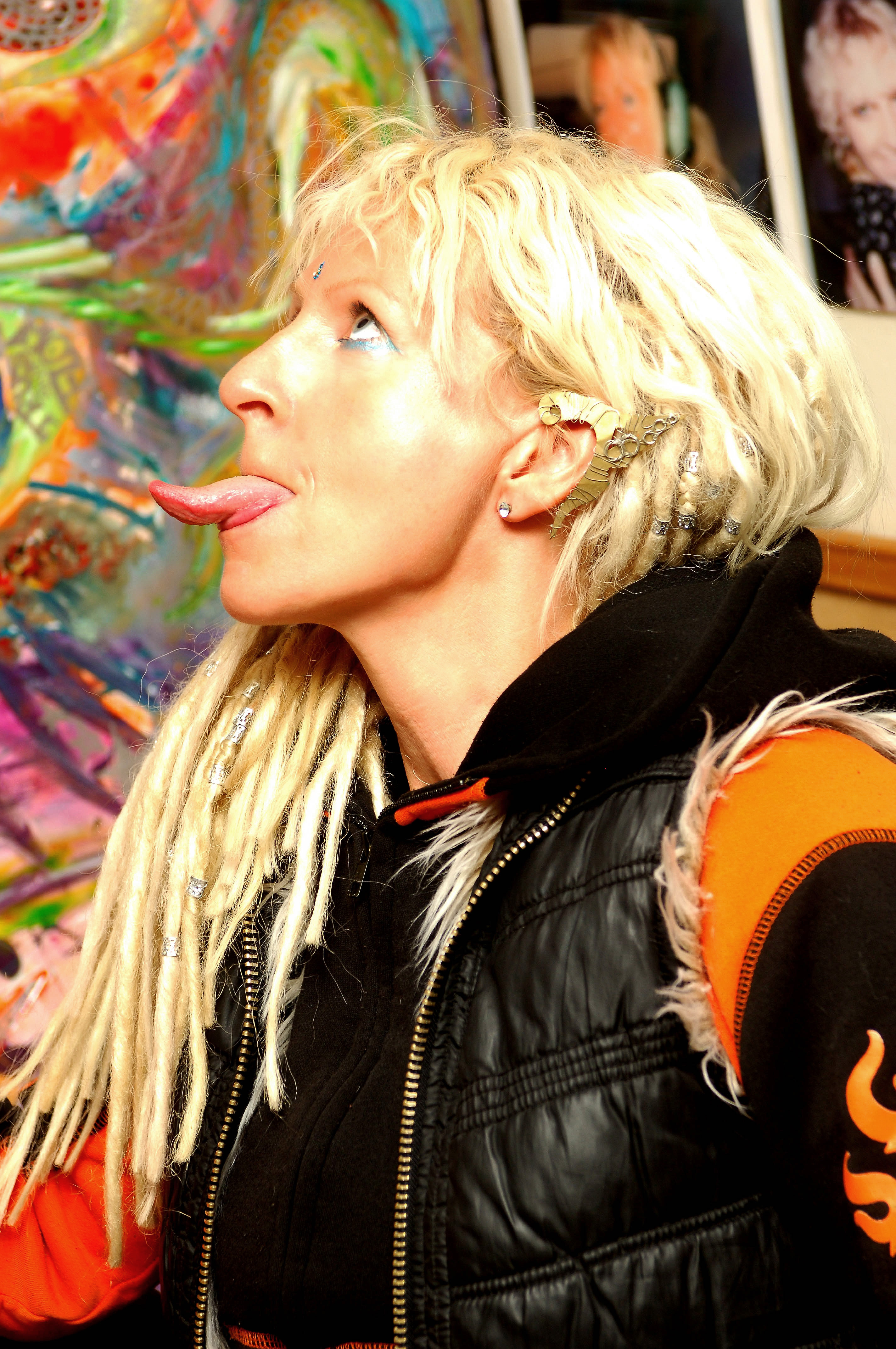
Ziri Rideaux

Ziri Rideaux, geborene Wagner (* 4. Januar 1967 in Esslingen, Deutschland) ist eine deutsche Journalistin, Filmregisseurin und Fotografin. Sie produzierte Filme wie Lockenwickler für Kabul (55 Min, ARD), Die Baumfrau (30 min, ZDF) oder Backgammon (95 min, 35mm). Darüber hinaus ist sie Gründerin des ersten alternativen Bestattungsunternehmens in den USA unter dem Namen „Friends“.

## Privatleben
Ziri Rideaux wuchs in der bayerischen Gemeinde Wettstetten unter dem Namen Ziri Barbara Wagner als älteste von zwei Töchtern transsylvanischer Einwanderer in Deutschland auf. Nach ihrem Abitur, das sie am Christoph-Scheiner-Gymnasium ablegte, absolvierte sie ein Studium der Journalistik und Politikwissenschaft in München.
Neben ihrer Vorliebe für diverse Leistungssportarten zeigte Rideaux als Kind bereits ein ausgeprägtes Interesse an spirituellen Dingen. Durch ihre durch Schamanismus geprägte Familientradition kam sie in jungen Jahren mit Schamanismus in Kontakt. Mit Anfang zwanzig arbeitete Rideaux schließlich ehrenamtlich in verschiedenen Hospizen und begleitete dabei etwa 200 sterbende Menschen auf ihrem Sterbeweg. Als später ihre eigenen Eltern an Krebs erkrankten, leistete sie diesen ebenfalls Beistand bei ihrem Sterbeprozess, was sie zur Entwicklung ihres Drehbuchs „Fire is my Friend“ inspirierte und sie dazu bewog, ihr eigenes Bestattungsunternehmen zu gründen.
Eine weitere prägende Erfahrung stellte für Rideaux ihre jahrelange Weltreise dar, bei welcher sie insbesondere mit Ländern der Dritten Welt in Kontakt kam.
Um die Mitte der 1990er Jahre lernte Rideaux ihren späteren Mann Patrick Rideaux kennen und wurde mit ihm gemeinsam in Kalifornien heimisch.

## Karriere
Nach ihrem Studium zog Rideaux nach Berlin und moderierte dort ein Magazin zusammen mit Cherno Jobatey, bis sie sich schließlich auf ihre fünfjährige Weltreise begab. Dort filmte Rideaux für ARD, ZDF, BBC und weitere Sender an Kriegsschauplätzen wie Afghanistan, Ruanda, Somalia, Irak oder Bosnien.
Nach ihrer Reise gab sie ihren Job als Kriegsberichterstatterin auf und etablierte sich nun mit ihrer Produktionsfirma „Ziriusfilms“ in Los Angeles mit preisgekrönten Dokumentar- und Spielfilmen, die sich vor allem mit politischen, sozialen sowie ökologischen Themen befassen. Außerdem arbeitete sie in Los Angeles als Pferdeflüsterin, Flamenco-Gitarristin sowie als Tätowierkünstlerin. Im Jahre 2001 gründete Rideaux ihre Fotoagentur „Picture Perfect“. Zeitgleich etablierte sie sich auch als Malerin, Comic-Künstlerin und Dichterin. 2012 gründete Rideaux dann das erste alternative Bestattungsinstitut „Friends“ in den USA als „Sterbe-Hebamme“ und Bestattungsleiterin, mit der Intention, das Sterben sowie die Beerdigungsvorkehrungen möglichst persönlich zu gestalten.

### Erfolge
Mit ihren Dokumentar- und Spielfilmen konnte Rideaux bereits einige Erfolge erzielen. So wurde ihr letzter Dokumentarfilm Lockenwickler für Kabul in Cannes 2004 international verkauft. Zuvor wurde sie mit ihrem Film Die Baumfrau international erfolgreich und erhielt dafür den Preis der International Documentary Association. Im Jahr 2000 feierte schließlich auch Rideaux' erster Spielfilm Backgammon auf dem Cannes Film Festival seine Premiere und erhielt von Prinz Albert von Monaco den Cannes Independent Award. Der Film wurde außerdem beim New York International Film Festival ausgezeichnet.
Des Weiteren wurde Rideaux' Film Buchhalterin auf Kriegspfad, im Jahr 2002 auf dem Sundance Festival gezeigt. Neben ihrer Arbeit im Spiel- und Dokumentarfilmbereich ist Rideaux Regisseurin preisgekrönter Werbespots und zudem regelmäßig Gastdozentin in Filmklassen an der UCLA und USC in Los Angeles.

## Filmographie (Auswahl)
- 1997: Im Auge des Tornados (Dokumentarfilm, Kabel 1, 50 Min.)
- 1998: Burning Man (Dokumentarfilm, Pro7, 30 Min.)
- 1999: Die Baumfrau (Dokumentarfilm, ZDF, 30 Min.)
- 2001: Backgammon (Spielfilm, USA, 95 Min.)
- 2002: Buchhalterin auf dem Kriegspfad (Dokumentarfilm, ARTE, 30 Min.)
- 2004: Lockenwickler für Kabul (Dokumentarfilm, NDR, 30 Min.)[3]